# Tranzit
Tranzit – singel Aurelii Gaçe, wydany 7 lutego 2012 roku. Piosenka została napisana przez nią samą wraz z Dr. Flori, a skomponowana przez popularnych kompozytorów Albana Kondi i Edlira Begolli. Utwór krytykuje złe kwestie polityczne w Albanii.
Teledysk do utworu został wyprodukowany przez Max Production, a nakręcony w stolicy Albanii w Tiranie w październiku 2011 roku, kilka dni przed narodzinami pierwszego dziecka Aurelii – Grace, której zadedykowała tę piosenkę.
Piosenka znalazła się na albumie Paraprakisht.